# Fricot e la statua
Fricot cantastorie è un film comico italiano del 1913.

## Trama
Fricot si addormenta ai piedi di una statua e in sogno la vede prendere vita, svegliarlo e invitarlo ad andare insieme in un'osteria. Prendono posto su una carrozza, ma il peso dell'uomo di pietra ne fa sprofondare la base. Senza perdersi d'animo i due arrivano comunque a destinazione, dove i movimenti della statua provocano disastri.